# Kyō no 5 no 2
Kyō no 5 no 2 (jap. 今日の５の２, dt. etwa: „Heute in der 5-2“), auch oft Kyō no Go no Ni geschrieben, ist Franchise von Medien, das aus einer Seinen-Manga-Reihe hervorging, die von Koharu Sakuraba geschrieben und gezeichnet wurde. Der Manga umfasste 22 Kapitel, die von 2002 bis 2003 im Bessatsu Young Magazine erschienen. Das Magazin wird von Kodansha herausgegeben und richtet sich vorwiegend an ein älteres männliches Publikum. Die Handlung konzentriert sich vorwiegend auf das Schulleben der Klasse 5-2 (2. Klasse des 5. Jahrgangs, also „5b“) und den Grundschüler Ryōta Satō. Dabei geht sie insbesondere auf die Beziehungen und Auffassungen der Schüler ein und zeigt deren naive aber nachvollziehbaren Verhaltensweisen.
Der Manga wurde im Jahr 2006 als Original Video Animation (OVA) mit einem Umfang von 4 Folgen und einem Special adaptiert. Eine weitere Adaption erfolgte im Jahr 2008 durch das Studio Xebec in Form einer 13-teiligen Anime-Fernsehserie. Aufbauend auf der Fernsehserie erschienen weitere Medien wie Hörspiele oder Musik-CDs.

## Handlung
Der Grundschüler Ryōta Satō und seine Mitschülerin Chika Koizumi sind bereits seit jüngster Kindheit befreundet und haben sich gegenseitig durch ein Yubikiri (指切り) versprochen, zu heiraten. In der fünften Klasse und mit dem Einsetzen der schwierigen Phase der Pubertät, kommt es zu den bekannten Missverständnissen und Überreaktionen von Schülern und Schülerinnen. Dabei gelangen Ryōta und seine Mitschüler immer wieder in missliche Lagen, in denen sie nicht so recht wissen, wie sie sich verhalten sollen und was die anderen über sie denken.

## Charaktere
Ryōta Satō (佐藤 リョータ, Satō Ryōta)
Ryōta ist der Protagonist der Serie und der Kindheitsfreund von Chika, der von Anfang an in sie verliebt ist. In der Schule gehören Kōji und Tsubasa zu seinen besten Freunden, wobei er sich häufig mit Kōji duelliert um herauszufinden, welcher von beiden der Bessere ist. Obwohl er nicht als besonders intelligent dargestellt wird und regelmäßig auf die von seinen Mitschülern gestellten Fallen hereinfällt, besitzt er ein gutes Herz und versucht, den anderen so gut zu helfen, wie er kann. Dabei gerät er jedoch immer wieder in missverständlich Situationen, was häufig in Schlägen von Chika oder Yūki endet.
Chika Koizumi (小泉 チカ, Koizumi Chika)
In der Beziehungen zwischen ihr und Ryōta übernimmt sie oft die führende Rolle. Obwohl sie für Ryōta empfindet scheint er jedoch keinerlei Interesse an Mädchen zu zeigen. So ist sie stets bemüht über seine Fehler hinwegzusehen, wobei sie es sich selbst nicht verkneifen kann ihn zu ärgern.
Yūki Asano (浅野 ユウキ, Asano Yūki)
Sie ist eine Mitschülerin von Ryōta und besitzt eine helle, redliche und aktive Art. Sie macht sich immer wieder Gedanken über die Größe ihrer Brüste und kann trotz ihres starken Sinns für Verantwortung kein Geheimnis für sich behalten. Insgeheim ist sie in Kōji verliebt und beschenkt ihn immer wieder mit selbst gemachten „Leckerbissen“ – obwohl sie zum Leidwesen von Kōji eine schreckliche Köchin ist.
Kazumi Aihara (相原 カズミ, Aihara Kazumi)
Sie ist eine sehr stille, geheimnisvolle und irgendwie sadistische Mitschülerin. Sie macht oft Notizen in ihrem Tagebuch über alle möglichen Dinge die ihr von Interesse zu sein scheinen. Dabei hält sie sich meist aus den Aktivitäten ihrer Mitschüler heraus. Eine Besonderheit von ihr ist es, das noch nie einer der Schüler sie lachen gesehen hat und es auch niemand schafft sie zum Lachen zu bringen.
Natsumi Hirakawa (平川 ナツミ, Hirakawa Natsumi)
Sie ist ein sportliches und burschikoses Mädchen, das das männliche Personalpronom boku verwendet und auch Jungensachen trägt. Natsumi hat eine unschuldige Natur und ihre Freundinnen müssen sie oft davon abhalten sich vor den Jungs auszuziehen. Obwohl sie allgemein einen ruhigen Charakter hat, hat Angst im Dunkeln.

## Konzeption
Die Serie spielt bewusst auf die typischen Peinlichkeiten der Kindheit an und nutzt diese um unwillkürlich seltsam erscheinende Situationen herbeizuführen, die jedoch sehr nah am realen Vorbild der Wirklichkeit gehalten sind. Dabei versuchen sich die Schüler häufig als älter und erfahrener darzustellen als sie eigentlich sind, was durch bewusst älter wirkende, markante Gesichtszüge unterstrichen wird. Dieses Stilmittel findet sich auch in der seit 2004 von Koharu Sakuraba gezeichneten Manga-Reihe Minami-ke wieder.

## Veröffentlichungen

### Manga
Das ursprüngliche Werk von Kyō no 5 no 2 war ein von Koharu Sakuraba gezeichneter Manga. Er wurde in den Jahren 2002 bis 2003 innerhalb des von Kodansha herausgegebenen Seinen-Magazin Bessatsu Young Magazine publiziert. Die 22 Kapitel wurden am 11. November 2003 als Tankōbon (ISBN 4-06-361178-7) veröffentlicht. Das Buch zeigte Chika auf dem Einband und enthielt extra für das Buch geschriebene Zusatzkapitel, die Supplementary Lesson – „Today in Tennis Club“ und Invitation genannt wurden.
Mit der Ausstrahlung der Fernsehserie wurde der Manga seit dem 29. September 2008 im Weekly Young Magazine erneut abgedruckt.

### 1. OVA
Der Manga wurde im Jahr 2006 durch Shinkūkan als vierteilige OVA adaptiert, die unter der Regie von Makoto Sokuza entstand und deren Drehbuch von Miki Okitsu geschrieben wurde. Die Musik wurde von Toru Yukawa komponiert und arrangiert.
Vorgestellt wurde die OVA durch einen sechzigsekündigen Trailer am 20. Februar 2006. Veröffentlicht wurden die vier DVDs im Zeitraum vom 24. März 2006 bis zum 21. März 2007. Jede der Folgen wurde auch in einer Sonderausgabe angeboten, die mit zusätzlichen Extras versehen war. Später, am 30. Januar 2008, wurden alle vier DVDs auch als Set angeboten, dass eine weitere fünfte DVD und eine CD enthielt. Auf der DVD waren ein zusätzliches Kapitel Kagaijugyō (課外授業) und Interviews der Mitarbeiter untergebracht. Die CD enthielt die drei Titelmelodien der OVA und alle Radio-Hörspiele, die auf der Sonderausgabe der dritten DVD enthalten waren.
Im Vorspann wurde der Titel Baby Love für alle Folgen der OVA verwendet. Im Abspann waren die Titel Yakusoku (約束, die ersten zwei Folgen) und Sakura Iro Kaze (桜色風) zu hören. Alle drei Titel wurden von Mai Kadowaki, Mamiko Noto und Mikako Takahashi interpretiert.

### Anime
Der Manga Kyō no 5 no 2 wurde ein zweites Mal durch das Studio Xebec als Anime adaptiert. Unter der Regie von Tsuyoshi Nagasawa und nach dem Drehbuch von Takamitsu Kouno entstand eine 13-teilige Fernsehserie, die von Starchild Records produziert wurde. Die begleitende Hintergrundmusik wurde von Takamitsu Kouno komponiert und arrangiert. Die Serie griff den Manga, mit Ausnahme der später zusätzlich veröffentlichten Kapitel, vollständig auf.
Die Serie wurde erstmals auf dem Sender TV Tokyo vom 5. Oktober 2008 bis zum 28. Dezember 2008 übertragen. Später wurde die Serie vom 25. Dezember 2008 bis zum 25. März 2009 auf vier DVDs veröffentlicht, die bis auf die letzte DVD jeweils drei Folgen enthielten. Zusammen mit dem DVDs wurde auch ein Fanbook (ISBN 978-4-06-375627-2) am 22. Dezember 2008 durch Kodansha veröffentlicht.
Am 6. Oktober 2009 wurde eine weitere 4-teilige OVA namens Kyō no 5 no 2: Hōkago (今日の5の2 放課後) veröffentlicht.

#### Musik
In dem Anime wurden sechs unterschiedliche Titel für Vor- und Abspann verwendet. Der Vorspann wurde immer mit dem Titel Nisemono (ニセモノ) von Friends unterlegt und wurde in allen Folgen verwendet. Eine Ausnahme war dabei die letzte Folge, die keinen Vorspann besaß und Nisemono im Abspann nutzte. Die Gruppierung Friends setzte sich aus den Seiyū Yū Kobayashi, Asami Shimoda, Mako Sakurai, Satomi Akesaka, Yōko Honda und Kana Asumi zusammen. Für den Abspann wurden 5 verschiedene Titel verwendet, die im Folgenden aufgelistet sind:
- secret base – Kimi ga Kureta Mono (secret base ～君がくれたもの～, Folge 1 – 3)
- Daibakuhatsu NO.1 (大爆発 NO.1, Folge 4 – 5)
- Natsu Matsuri (夏祭り, Folge 6)
- Yūyake Iro (ユウヤケイロ, Folge 7 – 9)
- Negai (願い, Folge 10 – 12)

Bei den Titeln secret base – Kimi ga Kureta Mono und Daibakuhatsu NO.1 handelt es sich um Coverversionen der gleichnamigen Titel der Band ZONE.

### Synchronisation
| Rolle            | japanischer Sprecher (Seiyū) | japanischer Sprecher (Seiyū) |
| Rolle            | OVA                          | Fernsehserie / OVA (2009)    |
| ---------------- | ---------------------------- | ---------------------------- |
| Ryōta Satō       | Hōko Kuwashima               | Yū Kobayashi                 |
| Chika Koizumi    | Mai Kadowaki                 | Asami Shimoda                |
| Yūki Asano       | Mikako Takahashi             | Satomi Akesaka               |
| Kazumi Aihara    | Mamiko Noto                  | Mako Sakurai                 |
| Natsumi Hirakawa | Maria Yamamoto               | Kana Asumi                   |

### Hörspiele
King Records veröffentlichte eine Adaption als Hörspiel-Reihe. Die erste CD mit dem Titel Kyō no 5 no 2 Drama CD vol.1 (今日の5の2　ドラマＣＤ vol.1, KICA-951) beinhaltete acht kürzere Stücke und wurde am 25. Dezember 2008 veröffentlicht. Das zweite Hörspiel der Reihe erschien am 25. Februar 2009 unter dem Titel Kyou no 5 no 2 Drama CD vol.2 (今日の5の2　ドラマＣＤ vol.2, KICA-952) und umfasste neun kürzere Stücken. Die Sprecher waren dieselben wie in der Anime-Fernsehserie.

### Musikveröffentlichungen
Aufbauend auf den Werken des Franchises, insbesondere dessen Verfilmungen, wurden mehrere Musikproduktionen auf CD veröffentlicht. Die Erste war die Maxi-Single Baby Love/Yakusoku (Ｂａｂｙ　Ｌｏｖｅ/約束, AVCA-22708) die von Avex Tracks am 23. März 2006 veröffentlicht wurde. Sie enthielt den Titel Baby Love in drei verschiedenen Versionen. Der Titel Yakusoku wurde einmal von den Seiyū der OVA Mai Kadowaki, Mamiko Noto und Mikako Takahashi interpretiert. In einer weiteren Version wurde er von Sweet Kiss gesungen und lag in einer dritten Version als instrumental vor.
Aufbauend auf der Anime-Fernsehserie wurde die Single Nisemono (KICM-3175) am 5. November 2008 von King Records veröffentlicht. Sie enthielt die beiden Titel Nisemono und secret base – Kimi ga Kureta Mono, die von Friends interpretiert wurden. Alle Titel aus der Serie erschienen am 7. Januar 2009 auf dem Album Best Friends (KICA-950), das ebenfalls unter dem Label King Records erschien und 12 Titel enthielt die alle von Friends gesungen wurden.
Ein Original Soundtrack erschien am 10. Dezember 2008 unter Katalognummer KICA-945. Dabei bestanden 28 einzelne Stücke aus der im Anime verwendeten Hintergrundmusik und sechs weitere Stücke waren die für die Fernsehserie gekürzten Fassungen der Titelmelodien.